# Modos de acción de los tóxicos
El modo de acción de un tóxico es el conjunto de signos que se manifiestan en un organismo como consecuencia de la presencia del tóxico en él, tanto en su fisiología como en su comportamiento, caracterizando así el tipo de respuesta biológica adversa.
No se debe confundir este término con el de mecanismo de acción de un tóxico, ya que este último se refiere al conjunto de procesos bioquímicos que subyace a un determinado modo de acción.
Conocer el modo de acción de los tóxicos es una herramienta sumamente importante en ramas como ecotoxicología y toxicología acuática, porque es necesario hacer una clasificación de los tóxicos o contaminantes dependiendo de cómo sea su forma de actuación particular.

## Tipos
Existen dos grades tipos de modos de acción de los tóxicos: tóxicos de acción no específica y tóxicos de acción específica.

### No específicos
Un tóxico con un modo de acción no específico causa narcosis, que se trata de una agresión generalizada de la actividad biológica debido a la presencia de moléculas del tóxico en el organismo.
El mecanismo de acción por el cual es causada y el lugar en el que actúa dentro del cuerpo siguen sin estar totalmente esclarecidos, pero diferentes hipótesis indican que el motivo es la alteración de las membranas celulares en diferentes puntos, tanto en la bicapa lipídica o en las proteínas que la rodean. Aunque continuas y reiteradas exposiciones a tóxicos narcóticos pueden llegar a provocar la muerte, si esta es detenida, los efectos narcóticos suelen ser reversibles.

### Específicos
Los tóxicos que en bajas concentraciones modifican o inhiben algunos procesos biológicos mediante la unión en lugares o moléculas determinadas del organismo, tienen un modo de acción específico para esos determinados lugares receptores.
Sin embargo, en concentraciones lo suficientemente altas, este tipo de tóxicos pueden producir también efectos que pueden ser o no ser reversibles. A pesar de esto, el modo de acción específico es siempre el primero en aparecer porque requiere concentraciones menores para que sus efectos sean apreciables. 
Existen diferentes tipos de modo de acción específica:
- Irritantes. Se tratan de compuestos químicos que causan un efecto de inflamación en los tejidos vivos donde se ha producido el contacto directo. Se trata de un aumento del volumen de las células debido a un cambio en su tamaño (hipertrofia) o debido a un aumento del total de las células del tejido (hiperplasia). Algunos ejemplos de sustancias irritantes son el benzaldehído, la acroleína, el sulfato de zinc y la clorina.
- Inhibidores de la respiración celular. Podemos distinguir los inhibidores de la respiración celular propiamente dichos y los desacopladores de la fosforilación oxidativa son tóxicos que interfieren en la cadena de transporte de electrones en la mitocondria. Estos tóxicos desacoplan los dos procesos que ocurren en la fosforilación oxidativa de la cadena transportadora de electrones y en la producción de adenosintrifosfato (ATP). Un ejemplo de estos son el grupo de los fenoles, la rotenona y el cianuro.
- Inhibidores del sistema nervioso central (SNC). Los inhibidores del SNC inhiben la comunicación celular actuando como antagonistas de receptores. Como resultado inhiben las respuestas biológicas. Los plaguicidas organoclorados son un ejemplo de inhibidoresdel SNC. Los Inhibidores de la acetilcolinesterasa (AChE) son un tipo de inhibidores del SNC. La acetilcolinesterasa es una enzima asociada con la sinapsis nerviosa, cuya principal función es regular los impulsos nerviosos mediante la ruptura del neurotransmisor acetilcolina (ACh). Cuando los tóxicos se unen con la acetilcolinesterasa, inhiben la ruptura de la acetilcolina. Esto resulta en una serie de continuos impulsos nerviosos a través de las sinapsis de los nervios, que finalmente causan daños en todo el tejido y sistema nervioso. Algunos ejemplos de tóxicos que causan este tipo de respuesta son los compuestos organofosforados y los carbamatos, ambos componentes típicos de pesticidas.

## Determinación de los modos de acción tóxica
El trabajo pionero de identificar las principales categorías de modos de acción tóxica fue realizado por investigadores de la Agencia de Protección Ambiental de los Estados Unidos (Environmental Protection Agency, EPA) en el laboratorio de Duluth, utilizando peces. Por esta razón nombraron a las categorías como síndromes de toxicidad aguda en peces (Fish Acute Toxicity Syndromes, FATS).
Propusieron las FATS mediante la evaluación de las respuestas de comportamiento y fisiológicas de los peces cuando se someten a pruebas de toxicidad, tales como las actividades locomotoras, el color del cuerpo, la frecuencia cardíaca y otros.
Los modos de acción tóxica se pueden estimar desarrollando un conjunto de datos de residuos corporales críticos (Critical Body Residues, CBR).
El CBR es la concentración en todo el cuerpo de un producto químico que está asociado con una respuesta biológica adversa dada y se estima utilizando un coeficiente de reparto y un factor de bioacumulación. Los residuos de todo el cuerpo son una primera aproximación razonable de la cantidad de producto químico presente en el sitio de la acción tóxica.
Debido a que los diferentes modos de acción tóxica generalmente parecen estar asociados con distintos rangos de residuos corporales, dichos modos pueden ser separados en categorías. Sin embargo, es poco probable que un producto químico tenga el mismo modo de acción tóxica en todos los organismos, por lo que esta variabilidad debe ser considerada.
Los efectos de la toxicidad de la mezcla de productos químicos también deben ser considerados, aunque la toxicidad de la mezcla generalmente es aditiva, los productos químicos con más de un modo de acción tóxica pueden contribuir a la toxicidad.
El modelado se ha convertido en una herramienta comúnmente utilizada para predecir los modos de acción tóxica en la última década. Los modelos se basan en relaciones cuantitativas estructura-actividad (Quantitative Structure-Activity Relationships, QSARs), que son modelos matemáticos que relacionan la estructura química y propiedades químicas y físico-químicas con la correspondiente actividad biológica de las moléculas.
Los QSARs pueden predecir los modos de acción tóxica de compuestos desconocidos comparando su perfil de toxicidad característico y su estructura química con compuestos de referencia con perfiles de toxicidad conocidos y estructuras químicas.
Russom y su equipo (1997) fueron uno de los primeros grupos de investigadores en ser capaces de clasificar los modos de acción tóxica con el uso de QSARs; Clasificaron 600 sustancias químicas como narcóticos.
A pesar de que los QSAR son una herramienta útil para predecir los modos de acción tóxica, los químicos que tienen múltiples modos de acción tóxica pueden dificultar los análisis. Por lo tanto, estos modelos se están desarrollando y actualizando continuamente.

## Aplicaciones de los modos de acción tóxica

### Evaluación del riesgo ambiental
La evaluación del riesgo ambiental tiene como objetivo proteger el medio ambiente de efectos adversos.
Los investigadores están desarrollando más modelos QSAR con el objetivo final de proporcionar una visión clara sobre un modo de acción tóxica, pero también sobre cuál es el sitio de destino de la sustancia química, su concentración y la interacción que se produce en dicho destino, así como predecir los modos de acción tóxica de las mezclas.
La información sobre el modo de acción tóxica es crucial no sólo para comprender los efectos tóxicos comunes y las posibles interacciones entre los productos químicos en las mezclas, sino también para desarrollar ensayos para la evaluación de mezclas complejas en el campo.

### Regulación
La combinación de respuestas de comportamiento y fisiológicas, estimaciones de CBR y modelos QSAR de destino químico y bioacumulación puede ser un poderoso instrumento regulador para abordar la contaminación y la toxicidad en áreas donde se descargan efluentes.